# Goodingius elongatus
Goodingius elongatus is een eenoogkreeftjessoort uit de familie van de Clausidiidae. De wetenschappelijke naam van de soort is voor het eerst geldig gepubliceerd in 1937 door Wilson C.B..